# Lithophane lactipennis
Lithophane lactipennis là một loài bướm đêm trong họ Noctuidae.